# اس‌بی‌اس گایو ده‌جون
اس‌بی‌اس گایو ده‌جون (کره‌ای: SBS 가요대전) به‌طور کلی اس‌بی‌اس بتل آو د بندز یک فستیوال موسیقی سالانه تلویزیونی است که از اس‌بی‌اس در پایان هر سال پخش می‌شود. این برنامه نخستین بار در سال ۱۹۹۷ برگزار شد، و جوایزی به هنرمندان موسیقی از سال ۱۹۹۷ تا ۲۰۰۶ اهدا شد. بخش مراسم اهدای جوایز در سال ۲۰۱۴ احیا شد و از سال بعد دوباره متوقف شد.